# Hala Targowa w Krakowie
Hala Targowa (poprzednio Miejska Hala Targowa), (znana również jako hala Grzegórzecka) – zabytkowa hala targowa znajdująca się w Krakowie, w dzielnicy II przy ulicy Grzegórzeckiej 3–5 oraz przy alei Ignacego Daszyńskiego 3, na Grzegórzkach.

## Historia
W drugiej połowie lat 20. XX wieku Rada Miasta Krakowa zdecydowała się wyprowadzić możliwość handlu produktami spożywczymi za pośrednictwem miejskich kramów i jatek oraz stworzyć dla nich miejsce odpowiadające wymogom sanitarnym. W 1928 roku architekci pracujący dla Urzędu Budownictwa Miejskiego Krakowa; Edward Kreisler i Czesław Boratyński udali się w delegację do Czech i Niemiec, aby zapoznać się z tym, jak wyglądają tamtejsze hale targowe. W rezultacie przeprowadzonej przez nich delegacji, Rada Miasta Krakowa zdecydowała aby wybudować w Krakowie trzy obiekty o tejże funkcji; przy Rynku Kleparskim, w Podgórzu, przy ul. Kalwaryjskiej i ul. Ignacego Krasickiego oraz trzeciego, największego, który miał zostać umieszczony na tzw. gruntach poaugustiańskich, przy zbiegu ul. Grzegórzeckiej i al. Ignacego Daszyńskiego. Miał on stanowić tzw. „spiżarnię” śródmieścia, Kazimierza oraz Salwatora. Budowla miała zwiększyć i ułatwić przebieg handlu w tym miejscu z uwagi na to, że już wcześniej znajdował się tam plac targowy.
Rozpoczęcie budowy hal było długo opóźniane. Ostatecznie wybudowana została tylko jedna z nich – przy ul. Grzegórzeckiej i al. Ignacego Daszyńskiego. Wykonanie projektu budowli zlecono Juliuszowi Dumnickiemu. Pierwsze plany hali powstały w 1936 roku. Niedługo później Dumnicki udał się w delegację służbową do Katowic, Chorzowa, Warszawy i Gdyni w celu przeprowadzenia analiz porównawczych. Po powrocie do Krakowa, architekt całkowicie zmienił swoją koncepcję hali targowej. Zamiast budynku o horyzontalnej bryle, płaskim dachu i długich pasach okien, który zaprojektował przed delegacją, Dumnicki zdecydował się w swoim planie na niski gmach, o podłużnym rzucie i bazylikowym układzie, z wyższym, poprzecznie zakomponowanym skrzydłem na tyłach. Budowa hali rozpoczęła się w 1937 roku.
W hali znalazło się 36 stoisk do handlu. Budowa została prowadzona przez renomowaną krakowską firmę „Spójnia Budowlana Mączyński i Ska”, wiodącą prym w konstrukcjach żelbetowych, jednak nie udało się jej ukończyć budowy przed wybuchem II wojny światowej. Ostatecznie budowę sfinalizowali Niemcy w 1940 roku. Otwarto ją 17 sierpnia 1940 w dniu, w którym Niemcy burzyli pomnik Mickiewicza w Rynku Głównym.
W latach dziewięćdziesiątych XX wieku przestrzeń hali przedzielono stropem tworzącym dodatkową kondygnację.

Hala Targowa została wpisana do gminnej ewidencji zabytków.

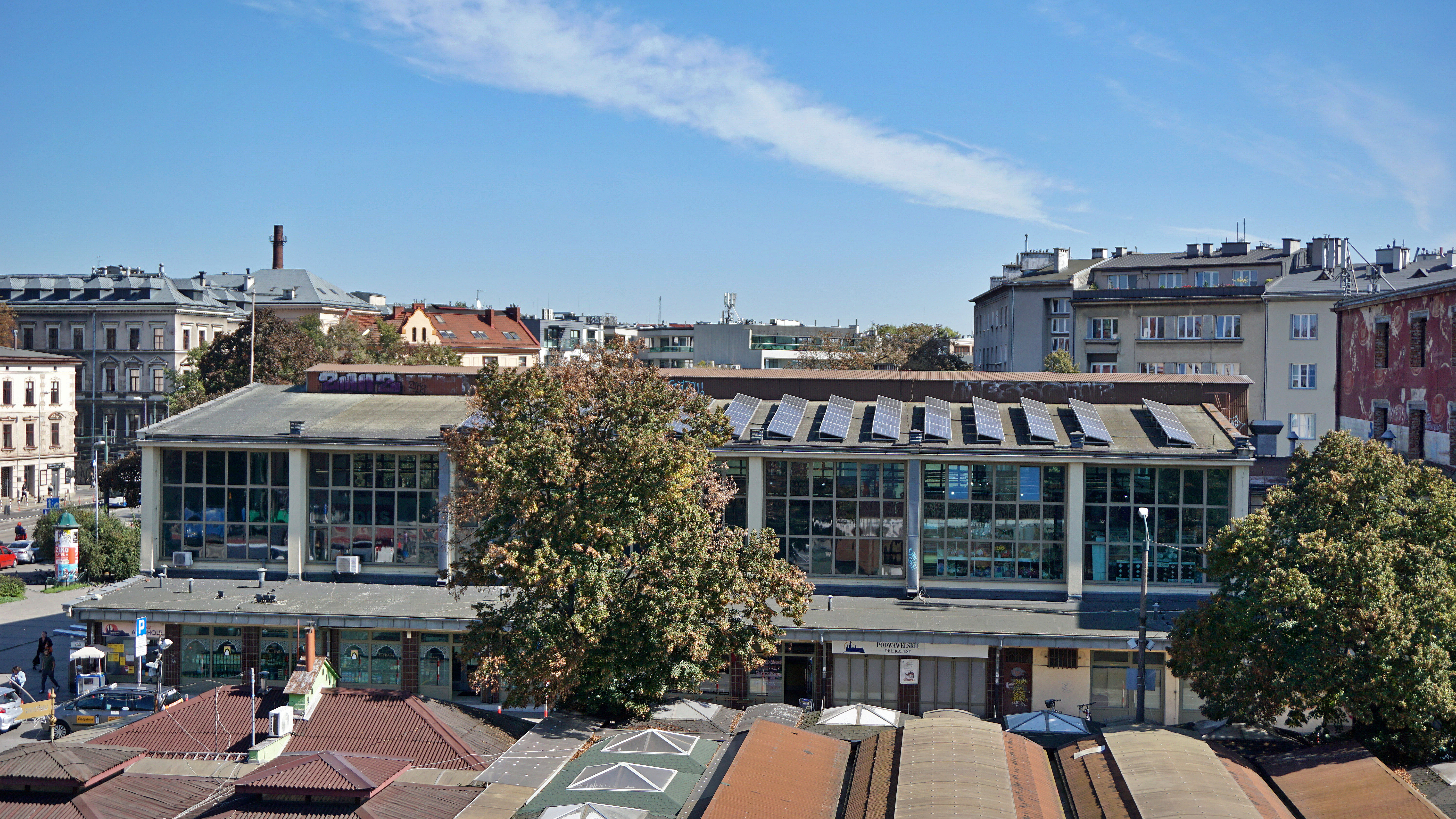
Widok z zachodu (2024)